# Locul fosilifer Râpa Mare
Locul fosilifer Râpa Mare este o arie protejată de interes național ce corespunde categoriei a IV-a IUCN (rezervație naturală de tip paleontologic), situată în județul Bistrița-Năsăud, pe teritoriul administrativ al comunei Dumitrița.

## Localizare
Aria naturală se află în extremitatea sud-estică a județului Bistrița-Năsăud (aproape de limita teritorială cu județul Mureș), în partea estică a satului satului  Budacu de Sus, aproape de rezervația naturală Râpa Verde.

## Descriere
Rezervația naturală a fost declarată arie protejată prin Legea Nr. 5 din 6 martie 2000 publicată în Monitorul Oficial al României Nr. 152 din 12 aprilie 2000 (privind aprobarea planului de amenajare a teritoriului național - Secțiunea a III-a -  arii protejate) și se întinde pe o suprafață de un hectar.
Aria protejată este inclusă în situl Natura 2000 - Cușma și reprezintă un afloriment în partea nord-vestică a Munților Călimani (grupare muntoasă a Carpaților Orientali), pe cursul superior al văii Budacului. Abruptul prezintă straturi de marne, nisipuri, mâluri și pietrișuri și un sector cu depozite sedimentare cu conținut de floră și faună fosilizată, alcătuit din vegetale și resturi de pești.

## Atracții turistice
În vecinătatea rezervației naturale se află mai multe obiective de interes turistic (lăcașuri de cult, monumente istorice, arii protejate, zone naturale, situri arheologice), astfel:
- Biserica evanghelică din Dumitrița, azi biserica ortodoxă „Sf. Ap. Petru și Pavel”, construcție secolul al XV-lea, monument istoric
- Situl arheologic „Dealul Cetății” de la Dumitrița (epoca Latène și Hallstatt)
- Ariile protejate:

• Poiana cu narcise de pe Șesul Văii Budacului (6 ha) rezervațe botanică ce adăpostește o comunitate floristică de lalele pestrițe din specia Fritillaria meleagris.
• Piatra Corbului (5 ha), abrupt stâncos din piroclaste (formațiuni vulcanocarstice) format de-a lungul timpului prin multiple procese de eroziune și gravitaționale. În stâncăriile Pietrii Corbului cuibărește corbul comun (Corvus corax).
• Râpa Verde (1ha), rezervație naturală de tip paleontologic.
- Munții Călimani
- Valea Budacului